# Leo Nielsen
Pour les articles homonymes, voir Nielsen.
Leo Nielsen (né le 5 mars 1909 à Randers et mort le 15 juin 1968 à Copenhague) est un coureur cycliste danois. Lors des Jeux olympiques de 1928, il s'est classé septième de la course individuelle. Avec Henry Hansen et Orla Jørgensen, respectivement premier et vingt-cinquième de cette course, il a remporté la médaille d'or du classement par équipes. Quatre ans plus tard, l'équipe du Danemark a obtenu la médaille d'argent en équipe aux Jeux de Los Angeles. Leo Nielsen a pris la neuvième place de la course individuelle, Frode Sørensen la cinquième et Henry Hansen la douzième. En 1931, il s'est classé troisième du championnat du monde sur route amateurs remporté par Henry Hansen.

## Palmarès
- 1927
  - 2e du championnat du Danemark sur route amateurs
- 1928
  -  Champion olympique de la course sur route par équipes (avec Orla Jørgensen et Henry Hansen)
  - Aarhus-Herning-Aarhus
  - Jägerborgløbet
  - 7e de la course en ligne des Jeux olympiques
- 1930
  - Sjællandsmesterskab
  - 2e du championnat des Pays nordiques sur route par équipes
  - 2e du championnat du Danemark sur route amateurs
- 1931
  - Aarhus-Herning-Aarhus
  - Sjællandsmesterskab
  - 2e du championnat du Danemark sur route amateurs
  -  Médaillé de bronze du championnat du monde sur route amateurs
- 1932
  - Rudersdalløbet
  - Stjerneløbet
  -  Médaillé d'argent de la course par équipes des Jeux olympiques (avec Frode Sørensen et Henry Hansen)
  - 2e du championnat du Danemark sur route amateurs
  - 9e de la course en ligne des Jeux olympiques
- 1934
  - Champion du Danemark sur route amateurs
  - 2e du championnat des Pays nordiques sur route par équipes
- 1935
  - Champion des Pays nordiques du contre-la-montre
  - Champion des Pays nordiques sur route par équipes (avec Werner Grundahl, Knud Jacobsen et Frode Sørensen)